# Kali Linux
Kali Linux — це дистрибутив Linux, похідний від Debian, до складу якого входять програми для тестування на проникнення та цифрової криміналістики. Kali Linux в першу чергу орієнтований на професійних і досвідчених користувачів. Цей дистрибутив підтримується і фінансується Offensive Security Ltd. Головними розробниками ядра є Маті Ахароні, Дейвон Кернс, третій основний розробник — Рафаель Хертзог приєднався до них, як експерт з Debian. Kali Linux публікується під ліцензією GNU GPL і тому є програмним забезпеченням з відкритим вихідним кодом.
Існує також версія для мобільних пристроїв «Kali NetHunter».

## Історія
Kali Linux розроблена Маті Ахароні та Дейвоном Кернсом з компанії Offensive Security, попередньо анонсовано 12 грудня 2012 року та випущено 13 березня 2013 року після річного періоду розробки під номером 1.0. Починаючи з версії 2.0, випуск здійснюється у режимі rolling update.
Kali Linux є офіційним наступником BackTrack, який в свою чергу був розроблений на базі SLAX. За словами розробника, зміна назви з BackTrack на Kali Linux покликана вказати на те, що це нова передова розробка. На відміну від свого попередника, Kali Linux базується не на Ubuntu, а на Debian. Всю операційну систему було повністю перебудовано і створено відповідну інфраструктуру з Git'ом в якості засобу управління версіями.

## Розробка
Kali Linux ґрунтуються на тестуванні в Debian. Більшість пакетів Kali, які вона використовує, імпортовані з Debian репозиторіїв.
Kali Linux розробляється з використанням безпечного середовища та з невеликою кількістю довірених людей, яким дозволено створювати пакети, причому кожен пакет підписується електронним цифровим підписом розробника. Калі також має власне ядро, пропатчене для підтримки ін'єкцій пакетів у бездротовий обмін у відповідності до стандартів 802.11. Це було додано насамперед тому, що команда розробників зрозуміла, що їм потрібно зробити багато оцінок бездротових мереж.

## Системні вимоги
1. Для встановлення Kali Linux потрібно щонайменше 20 ГБ вільного місця на жорсткому диску.[14]
2. Щонайменше 1 ГБ оперативної пам'яті для архітектур i386 та amd64.
3. Завантажувальний CD-DVD диск або USB-флеш-накопичувач.[15]

Kali Linux може працювати при установці на жорсткий диск комп'ютера, або завантажившись з Live CD або з USB-носія, а також на віртуальній машині. 

## Підтримувані платформи
Kali Linux розповсюджується у вигляді 32-розрядних і 64-розрядних образів для використання у вузлах на основі системи команд архітектури x86, а також у вигляді образу для архітектури ARM для використання на комп'ютерах Beagle Board і на Samsung Chromebook.
Розробники Kali Linux прагнуть зробити операційну систему доступною для пристроїв на ARM.
Kali Linux уже доступна для BeagleBone Black, HP Chromebook, CubieBoard 2, CuBox, CuBox-i, Raspberry Pi, EfikaMX, Odroid U2, Odroid XU, Odroid XU3, Samsung Chromebook, Utilite Pro, Galaxy Note 10.1, і SS808.
З появою Kali NetHunter, Kali Linux також офіційно доступна на таких смартфонах, як Google Nexus (Nexus 5, Nexus 6, Nexus 7, Nexus 9, Nexus 10), LG, OnePlus One, Samsung Galaxy, Sony Xperia, Xiaomi, та деяких інших.

## Особливості
У Kali Linux є спеціалізований проект, присвячений створенню сумісності та портування для конкретних пристроїв Android, який називається Kali NetHunter.
У BackTrack (попередник Kali) був режим, відомий як forensic mode, який пізніше було перенесено у Kali Linux з live boot. Цей режим є дуже популярним, особливо тому, що користувачі вже мають носії з завантажувальною системою Kali, і цей режим дозволяє легко виконувати криміналістичну роботу. При завантаженні в режимі forensic mode система не зачіпає внутрішній жорсткий диск і автоматичне встановлення вимкнено. Тим не менш, розробники рекомендують користувачам протестувати функції, перш ніж широко використовувати Kali для реальної цифрової криміналістики.

## Інструменти
Підтримувана платформа Metasploit Project з проекту Metasploit Framework, інструмент для розробки і виконання експлойтів.
Kali Linux має понад 600 встановлених програм для тестування на проникнення, у тому числі Aircrack-ng (набір програмного забезпечення для проникнення у бездротові локальні мережі), Armitage (програма) (графічний інструмент управління кібератаками), John the Ripper (зломщик паролів), Nmap (сканер портів), OWASP ZAP (сканер безпеки вебдодатків), Wireshark (аналізатор трафіку).
Kali Linux включає в себе багато добре відомих інструментів безпеки, у тому числі:
- Aircrack-ng
- Autopsy (програма)[pt]
- Armitage (програма)[de]
- Burp Suite[nl]
- Ettercap[de]
- Foremost (програма)[pt]
- Hashcat[ru]
- Hydra (програма)[pt]
- John the Ripper
- Kismet
- Lynis[it]
- Maltego[ru]
- Metasploit
- Nemesis (програма)[de]
- Nikto (програма)[pt]
- Nmap
- OWASP ZAP[es]
- RainbowCrack
- Routersploit
- sqlmap[it]
- The Sleuth Kit[de]
- Volatility[pt]
- WiFiTe
- Wireshark
- WPScan[de]
- Набір інструментів соціальної інженерії[26]

## Вимкнення мережевих служб
Оскільки Kali потенційно може використовуватися у ворожому середовищі, мережеві служби за замовчуванням вимкнено, щоб мінімізувати ризик для користувача. Це досягається за допомогою налаштувань SysVinit; тобто, до звичайної системи ініціалізації додаються певні інструкції, які вимикають мережеві служби.
У певних ситуаціях користувачеві може знадобитися, щоб певні служби залишалися увімкненими, незважаючи на перезавантаження системи. Щоб дозволити це, користувач може ввімкнути збереження служби після перезавантаження системи за допомогою команди update-rc.d наступним чином:
root@kali:~# update-rc.d apt-cacher-ng enable

## Популярна культура
Логотип Kali Linux з'являється на робочому тлі в серіалі Містер Робот (2015) у п'ятому епізоді першого  сезону. Логотип Kali Linux з'являється знову як шпалери в сценах з першого епізоду до дев'ятого епізоду і більш помітно у шостому епізоді другого сезону, коли він використовується  двома головними героями, Анжелою і Дарлі́н. Операційна система також була показана, коли була завантажена та встановлена у десятому епізоді другого сезону. Він (логотип) з'являється знову у Ромеро на домашньому ПК як шпалери впродовж кількох епізодів.

## Історія версій системи
| Реліз                           | Дата              |
| Kali Linux 1.0 (На базі Debian) | 13 березня 2013   |
| Kali Linux 1.0.7                | 27 травня 2014    |
| Kali Linux 2.0                  | 11 серпня 2015    |
| Kali Linux 2016.1               | 21 січня 2016     |
| Kali Linux 2016.2               | 31 серпня 2016    |
| Kali Linux 2017.1               | 25 квітня 2017    |
| Kali Linux 2017.2               | 20 вересня 2017   |
| Kali Linux 2017.3               | 21 листопада 2017 |
| Kali Linux 2018.1               | 6 лютого 2018     |
| Kali Linux 2018.2               | 30 квітня 2018    |
| Kali Linux 2018.3               | 21 серпня 2018    |
| Kali Linux 2018.4               | 20 жовтня 2018    |
| Kali Linux 2019.1               | 18 лютого 2019    |
| Kali Linux 2019.2               | 21 травня 2019    |
| Kali Linux 2019.3               | 2 вересня 2019    |
| Kali Linux 2019.4               | 26 листопада 2019 |
| Kali Linux 2020.1               | 28 січня 2020     |
| Kali Linux 2020.2               | 12 травня 2020    |
| Kali Linux 2020.3               | 18 серпня 2020    |
| Kali Linux 2020.4               | 18 листопада 2020 |
| Kali Linux 2021.1               | 24 лютого 2021    |
| Kali Linux 2021.2               | 1 червня 2021     |
| Kali Linux 2021.3               | 14 вересня 2021   |
| Kali Linux 2021.4               | 9 грудня 2021     |
| Kali Linux 2022.4               | 6 грудня 2022     |
| Kali Linux 2023.4               | 5 грудня 2023     |
| Kali Linux 2024.1               | 28 лютого 2024    |

## Зовнішні посилання
- Офіційний сайт
- Офіційна документація Kali Linux
- Офіційний сайт розробників Kali Linux
- Переклад матеріалів офіційного вебсайту [Архівовано 21 листопада 2018 у Wayback Machine.]
- DistroWatch.com: Kali Linux